# Titularbistum Uzita
Uzita ist ein Titularbistum der römisch-katholischen Kirche, das auf einen erloschenen Bischofssitz in der antiken Stadt Uzita in der römischen Provinz Africa, später Byzacena, zurückgeht.
| Titularbischöfe von Uzita |                           | |                   |                  |
| Nr.                       | Name                      | Amt | von               | bis              |
| 1                         | Candido Domenico Moro OFM | Apostolischer Vikar von Cirenaica/Benghazi (Libyen)                                                       | 14. Juli 1931     | 7. Oktober 1950  |
| 2                         | Othon Motta               | Weihbischof in Juiz de Fora und São Sebastião do Rio de Janeiro Koadjutorbischof von Campanha (Brasilien) | 10. März 1953     | 16. Mai 1960     |
| 3                         | Joseph Raymond Windle     | Weihbischof in Ottawa Koadjutorbischof von Pembroke (Kanada)                                              | 15. November 1960 | 8. Februar 1971  |
| 4                         | Rómulo García             | Weihbischof in Mar del Plata (Argentinien)                                                                | 9. August 1975    | 19. Januar 1976  |
| 5                         | Maximilian Goffart        | Weihbischof in Aachen (Deutschland)                                                                       | 2. Dezember 1977  | 17. Juli 1980    |
| 6                         | Wolfgang Weider           | Weihbischof in Berlin (Deutschland)                                                                       | 10. Februar 1982  | 14. Februar 2024 |